# Korbut flip
Le Korbut flip est une figure de gymnastique réalisée sur l'un des deux appareils différents. Ces deux performances ont été réalisées pour la première fois au niveau international par la gymnaste soviétique Olga Korbut.
La version la plus spectaculaire de cet exercice était autrefois réalisée aux barres asymétriques et se décompose ainsi : le gymnaste, debout sur la barre fixe, effectue un salto arrière et reprend la barre, puis il . Korbut a réalisé ce mouvement aux Jeux olympiques d'été de 1972, où il a été enregistré comme le premier mouvement de libération arrière réalisé aux barres asymétriques en compétition internationale. En 1977, la gymnaste soviétique Elena Mukhina a modifié le retournement en ajoutant une vrille complète. Le mouvement a été modifié plus tard dans les années 1980 lorsqu'il a été exécuté vers la barre basse ; c'est-à-dire que le salto du gymnaste s'effectue au-dessus de la barre basse. Le Code de pointage a été modifié ultérieurement pour interdire de se tenir debout sur la barre fixe.
L'exercice peut également être réalisé sur une poutre. Le mouvement est effectué en position debout et se fait en position écartée sur la poutre. Ce mouvement a été modifié pour inclure des torsions et des jambes pliées ou repliées et est fréquemment exécuté en séquence avec d'autres mouvements. Contrairement à son homologue aux barres asymétriques, le Korbut flip sur poutre est aujourd'hui considéré comme une compétence relativement simple, valorisée seulement au niveau « B » dans le Code de pointage 2017.
Parmi les autres gymnastes qui ont exécuté la variation des barres asymétriques figurent Radka Zemanova (1980), Steffi Kräker (1977), Emily May (1981), Lyubov Bogdanova (1974) et Natalia Shaposhnikova (1976).